# Cinyasag
Cinyasag is een bestuurslaag in het regentschap Ciamis van de provincie West-Java, Indonesië. Cinyasag telt 4340 inwoners (volkstelling 2010).